# 科普魯律時期

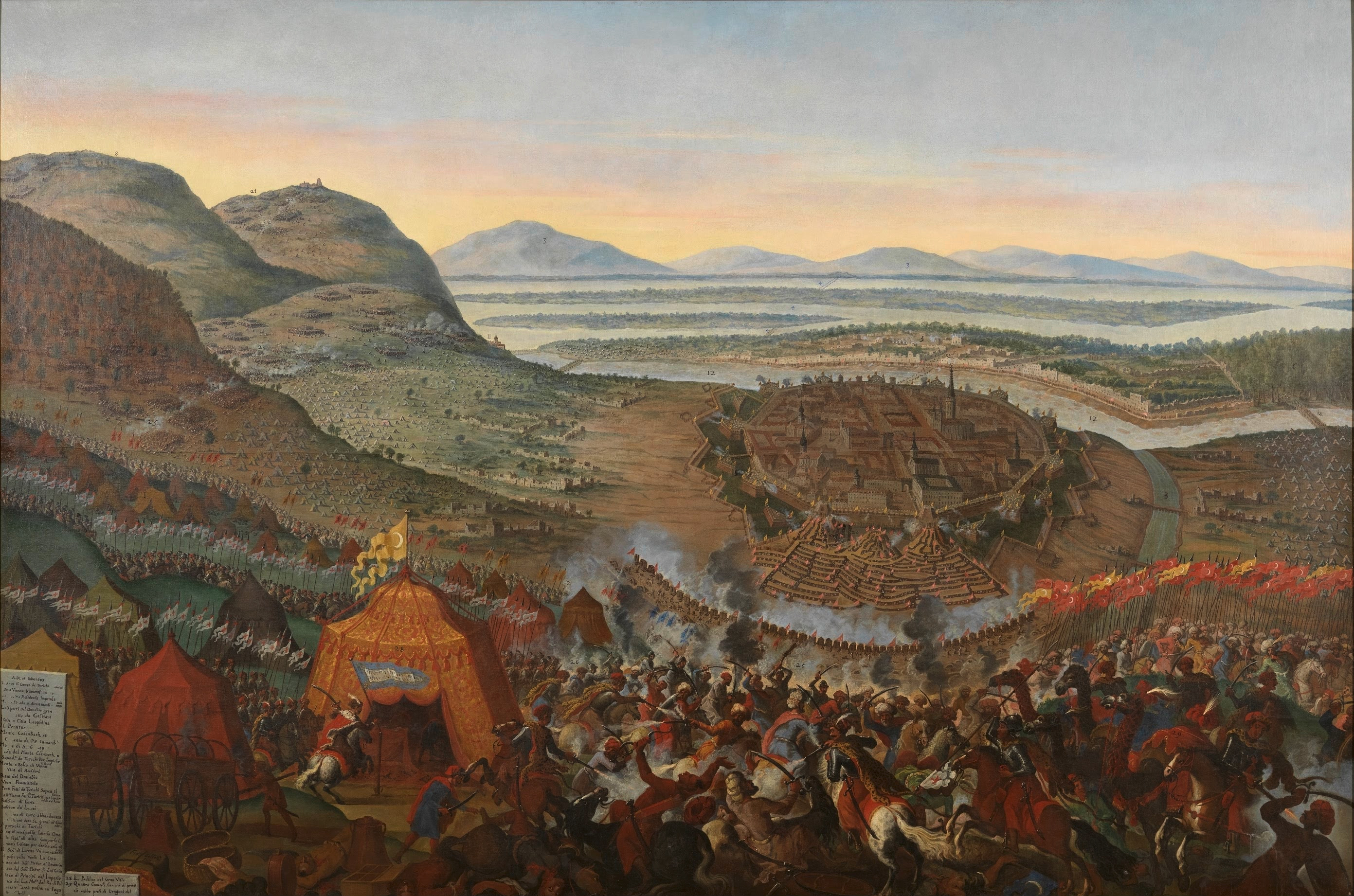
維也納之戰（1683年）

科普魯律時期（英語：Köprülü era，1656年－1703年）是指鄂圖曼帝國由大維奇爾主政的一段時期，主政的大維奇爾主要來自科普魯律家族。出自科普魯律家族的大維奇爾有才幹，也兼具野心且殘酷。他們檢察官員，並著手進行軍事改革。
在這時期，重要的領導人物輩出，包括非常保守的大維奇爾科普魯律·穆罕默德帕夏及其立場較為溫和的兒子科普魯律·法扎勒·艾哈迈德帕夏。在他們的領導下，帝國興盛。即使國內官員派系的鬥爭及官僚與軍方的爭執嚴重，十七世紀的鄂圖曼帝國仍然能夠把疆域擴至極盛，得到克里特島、烏克蘭南部及波多利亞。
1683年，卡拉·穆斯塔法·帕夏率領的鄂圖曼帝國軍在維也納之戰敗予約翰三世率領的波蘭及神聖羅馬帝國聯軍，使地區均勢被打破，有利於歐洲各國。1699年的卡尔洛夫齐条约導致大土耳其戰爭的終結，鄂圖曼帝國須割讓特蘭西瓦尼亞、摩里亞、波多利亞、右岸烏克蘭及幾乎整個奧斯曼匈牙利予奧地利、波蘭及威尼斯。鄂圖曼帝國在歷史上首次要承認奧地利帝國與鄂圖曼帝國的地位相等。
穆斯塔法二世被反叛的禁衛軍迫使遜位，最後一位科普魯律大維奇爾亦下台。艾哈邁德三世統治時期，政權落入軍事官員手中。艾哈邁德三世統治時期被稱為鬱金香時期，因伊斯坦堡在這時期流行種植鬱金香。

## 科普鲁律大维齐尔
| 名字                                 | 生卒       | 任期      | 君主                    |
| ------------------------------------ | ---------- | --------- | ----------------------- |
| 科普魯律·穆罕默德帕夏                | 1583–1661  | 1656–1661 | 穆罕默德四世            |
| 科普魯律·法佐·艾哈迈德帕夏           | 1635–1676  | 1661–1676 | 穆罕默德四世            |
| 卡拉·穆斯塔法·帕夏1                  | 1634–1683  | 1676–1683 | 穆罕默德四世            |
| 科普鲁律·达玛达·阿巴扎·希亚武什帕夏2 | 1688年去世 | 1687–1688 | 苏莱曼二世              |
| 科普鲁律·法扎勒·穆斯塔法帕夏         | 1637–1691  | 1689–1691 | 苏莱曼二世 艾哈迈德二世 |
| 科普鲁律·胡赛因帕夏                  | 1644–1702  | 1697–1702 | 穆斯塔法二世            |
| 科普鲁律·努曼帕夏                    | 1719年去世 | 1710–1711 | 艾哈迈德三世            |

## 延伸阅读
- Finkel, Caroline. . Basic Books. 2005. ISBN 978-0-465-02396-7.
- İnalcık, Halil. İnalcık, Halil; Donald Quataert , 编. . Cambridge University Press. 1994. ISBN 0-521-57456-0.